# Дардактепа (Кургантепинский район)
Дардактепа (узб. Dardoqtepa, кирг. Дардактөбө) — село в Кургантепинском районе Андижанской области Узбекистана.